# إلياكيم
إلياكيم (بالعبرية: אֶלְיָקִים) هي موشب في شمال إسرائيل في منطقة الروحة، وتقع تحت إدارة مجلس مجيدو الإقليمي. في 2019 بلغ عدد سكانها 910 نسمة.

## التسمية
سميت على اسم يهوياقيم (الذي كان اسمه في الأصل إلياقيم)، أحد ملوك يهوذا (الملوك الثاني 23:34).

## التاريخ

وضع علامة "إلياكيم" في موقع قرية أم الزينات الفلسطينية، 1950.

تأسس الموشب في 1949 على يد المهاجرين اليهود من اليمن على أراضي قرية أم الزينات الفلسطينية المهجرة، في 1970 تم تحويلها إلى مستوطنة مجتمعية، لكنها عادت إلى كونها موشب في 2008.

## الآثار
اُكتُشف كهف دفن كبير في إلياكيم، يتميز بنقش ضعيف التنفيذ فوق مدخله، بحروف أبجدية سامرية، مكتوب فيه "إلعازر بن عزريا". يحتوي الكهف على ثلاثة أحواض دفن ومقبرة.

## سكان بارزون
- بعز موعده ، الفائز بالموسم الخامس من نجم يولد